# Motzstraße
De Motzstraße is een Berlijnse straat in het district Schöneberg, die van de Nollendorfplatz via de Viktoria-Luise-Platz naar de Prager Platz loopt. De straat is vernoemd naar Adolf von Motz, een minister van Financiën van Pruisen. De straat werd rond 1870 aangelegd.
Het gedeelte rond de mooi gerestaureerde Viktoria-Luise-Platz is een opgewaardeerde buurt met oude architectuur. Thans is de Motzstraße een moderne straat in het voormalige West-Berlijn.
Een deel van de Motzstraße (ten noorden van de Nollendorfplatz) kreeg tweemaal een andere naam. Eerst veranderde de naam in de Mackensenstraße en in 1996 naar de Else Lasker-Schüler-Straße. 
Het deel tussen de Nollendorfplatz en de Martin-Luther-Straße is het centrum van een der bekendste homobuurten van Berlijn en is de locatie van Lesbisch-schwules Stadtfest Berlin, een straatfestival voor homo's, dat jaarlijks in juni plaatsvindt in het weekend voor de Gay Pride Parade van Berlijn.
Al in de Berlijnse hedonistische jaren twintig, was de buurt rond de Motzstraße bekend als een centrum van homo-uitgaansleven. Het bekende Piscator Theater (later Metropol Theater, Metropol Cinema, Metropol-discotheek, thans Goya Club) en talrijke andere plaatsen trokken massa's toeristen en andere belangstellenden aan. De bar Eldorado was beroemd om zijn travestie-optredens. 
De bekende Brits-Amerikaanse auteur Christopher Isherwood woonde begin jaren 30 om de hoek in de Nollendorfstraße. Zijn romans Goodbye to Berlin en Mr. Norris Changes Trains spelen zich gedeeltelijk af in de Eldorado. De op deze boeken gebaseerde film Cabaret (1972) met Liza Minnelli en Michael York heeft sterke invloed gehad op de moderne perceptie van de Roaring twenties in Duitsland.
Altonaer Straße · 
Amalienstraße · 
Bergmannstraße · 
Berliner Allee ·
Bernauer Straße · 
Bismarckstraße · 
Bornholmer Straße · 
Boxhagener Straße ·
Breite Straße ·
Brüderstraße ·
Brunnenstraße ·
Bülowstraße ·
Bundesallee ·
Danziger Straße ·
Eberswalder Straße ·
Ebertstraße ·
Fasanenstraße ·
Frankfurter Allee ·
Friedrichstraße ·
Gertraudenstraße ·
Greifswalder Straße ·
Halskestraße ·
Hardenbergstraße ·
Hauptstraße ·
Heerstraße ·
Hornstraße ·
Invalidenstraße ·
Judengasse ·
Kaiserdamm ·
Karl-Liebknecht-Straße ·
Karl-Marx-Allee ·
Karl-Marx-Straße ·
Kastanienallee ·
Klosterstraße ·
Kopenhagener Straße ·
Kopernikusstraße ·
Kurfürstendamm ·
Landsberger Allee ·
Lehrter Straße ·
Leipziger Straße ·
Majakowskiring ·
Mehringdamm ·
Mollstraße ·
Motzstraße ·
Mühlendamm · 
Oderberger Straße ·
Oranienburger Straße ·
Oranienstraße ·
Ostseestraße ·
Otto-Braun-Straße ·
Otto-Suhr-Allee ·
Potsdamer Straße ·
Prenzlauer Allee ·
Rathausstraße ·
Rheinstraße ·
Rigaer Straße ·
Rosa-Luxemburg-Straße ·
Rosenthaler Straße ·
Rykestraße ·
Samariterstraße · 
Scheidemannstraße · 
Schwedter Straße ·
Schönhauser Allee ·
Simon-Dach-Straße ·
Spandauer Straße ·
Sredzkistraße ·
Stralauer Allee ·
Straße des 17. Juni ·
Tauentzienstraße ·
Torstraße ·
Unter den Linden ·
Warschauer Straße ·
Wiesbadener Straße ·
Wilhelmstraße (Berlin-Mitte) ·
Wilhelmstraße (Berlin-Spandau)